# Gabriela Cabral Rezende
Gabriela Cabral Rezende (Araraquara, 22 de maio de 1987) é uma bióloga brasileira. Desde 2013, coordena o Programa de Conservação do Mico-Leão-Preto, do Instituto de Pesquisas Ecológicas (IPÊ). Recebeu, juntamente com cinco pesquisadores de outras partes do mundo, o Whitley Awards de 2020, obtendo com o prêmio um valor de 40 mil libras para investimento em seu projeto.. Atualmente é membro do Primate Specialist Group da UICN.

## Educação
Gabriela concluiu a graduação em Ciências Biológicas pela Unesp de Botucatu em 2009.
Em 2011 ingressou no Mestrado Profissional em Conservação da Biodiversidade e Desenvolvimento Sustentável pela Escola Superior de Conservação Ambiental e Sustentabilidade (ESCAS), em Nazaré Paulista, do Instituto de Pesquisas Ecológicas (IPÊ), concluído em 2013. Nesse mesmo ano, cursou uma Especialização em Manejo de Espécies Ameaçadas pela Universidade de Kent e pela Durrell Conservation Academy, no Reino Unido. Em 2015, ela concluiu o MBA Internacional em Gestão de Projetos pela Fundação Getulio Vargas (FGV).
Em 2022, concluiu seu doutorado em Zoologia na Unesp de Rio Claro, junto ao Laboratório de Primatologia do Departamento de Biodiversidade. Sua pesquisa no doutorado foi em ecologia de movimento de mico-leão-preto, tendo como principal interesse compreender os padrões de movimento e o gasto energético dessa espécie em paisagens alteradas pela presença humana.

## Atuação Profissional
Desde a graduação, Gabriela concentrou sua formação e experiências profissionais na área de Biologia da Conservação. Em seu primeiro estágio, em 2005, no Aquário de Ubatuba, litoral de São Paulo, ela acompanhou uma temporada em que muitos pinguins chegaram à costa debilitados e foram encaminhados para reabilitação. Dessa experiência, ela direcionou seus estágios e iniciação científica à área de Biologia Marinha. Em 2009, trabalhou com pinguins-de-Magalhães no Centro Nacional Patagônico, em Puerto Madryn, Argentina, acompanhando pesquisas de campo durante a temporada reprodutiva na Península Valdez, e atividades de laboratório voltadas a identificação de parasitas dessa espécie de ave. No mesmo ano, acompanhou a temporada migratória dos pinguins, novamente em Ubatuba, no Instituto Argonauta para Conservação Costeira e Marinha, quando coletou dados para seu trabalho de conclusão de curso.
Após se formar em biologia, ainda na área de Biologia Marinha, Gabriela trabalhou como assistente de pesquisa em um projeto de conservação de tartarugas marinhas na Reserva Pacuare (Endangered Wildlife Trust), na Costa Rica. Retornou ao Brasil para seguir atuando com conservação de tartarugas pelo Projeto Tamar, na base de Praia do Forte, Bahia, no ano de 2010, projeto no qual já havia sido estagiária em 2006, na base de Povoação, Espirito Santo.
Em 2011, ingressou no programa de mestrado do IPÊ - Instituto de Pesquisas Ecológicas, onde teve seu primeiro contato com o projeto de conservação no qual atua até hoje. Como produto de seu mestrado, Gabriela escreveu um livro, intitulado “Mico-leão-preto: A história de sucesso na conservação de uma espécie ameaçada”, lançado em 2014.

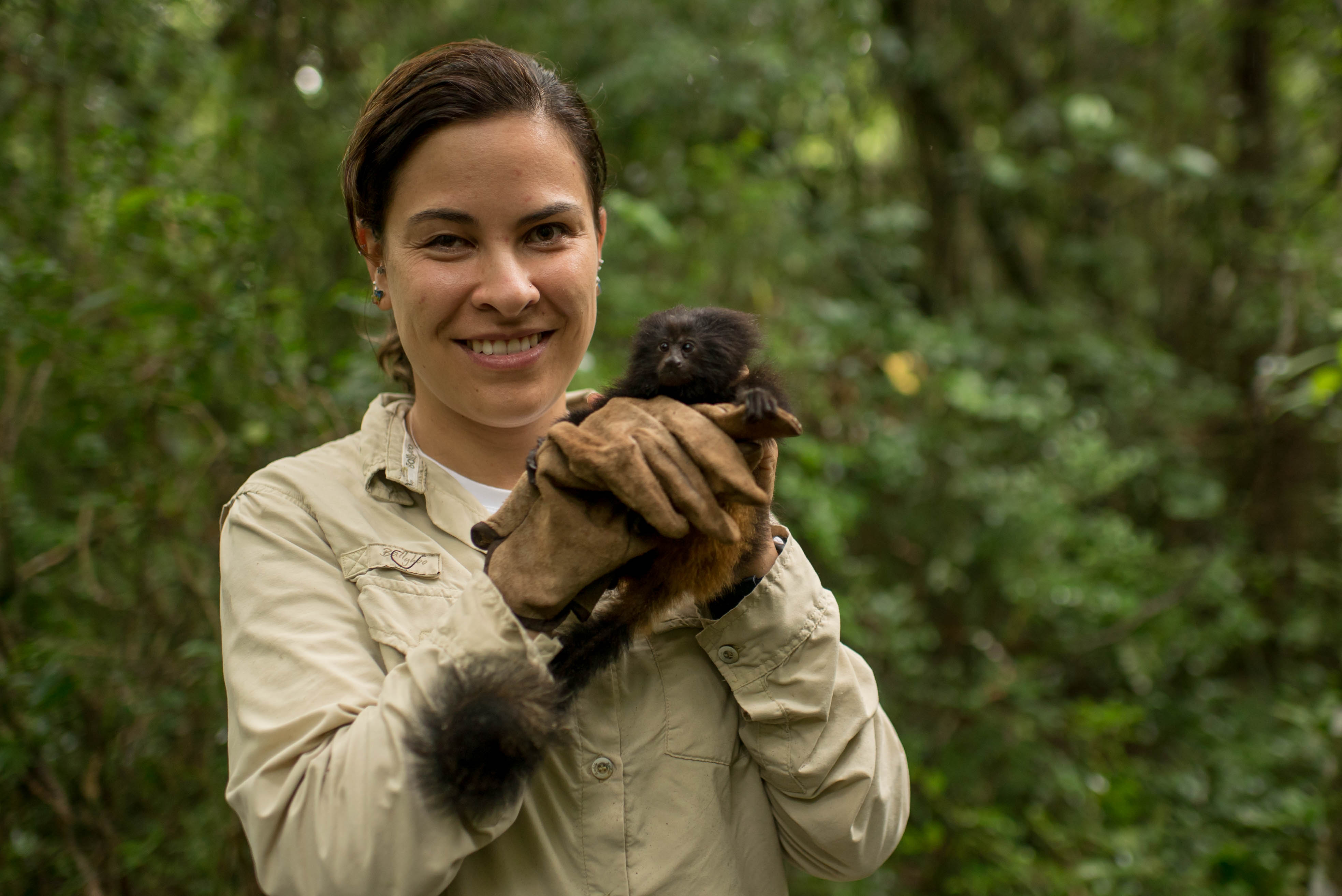
Gabriela segurando um filhote de mico-leão-preto.

Os micos-leões-pretos habitam a Mata Atlântica de interior do estado de São Paulo, em fragmentos isolados. Por ser uma espécie bandeira, atrai a atenção do público para a mensagem conservacionista. O Programa de Conservação do Mico-leão-preto do IPÊ concentra suas atividades no oeste do estado de São Paulo, na região do Pontal do Paranapanema e um dos objetivos do projeto é a construção de corredores ecológicos conectando os fragmentos e unindo, assim, as populações dessa espécie.
Durante sua atuação nesse projeto, Gabriela participa ativamente de comissões e grupos voltados ao desenvolvimento de políticas públicas para a conservação de primatas, como a Comissão Permanente de Proteção dos Primatas Nativos do Estado de São Paulo – Pró-Primatas Paulistas, da qual foi membro de 2014 a 2020, e o Grupo de Assessoramento Técnico do Plano de Ação Nacional para a Conservação dos Primatas da Mata Atlântica e da Preguiça-de-coleira (PAN PPMA/ICMBio, 2018-2023) – anteriormente PAN para a Conservação dos Mamíferos da Mata Atlântica Central (PAN MAMAC/ICMBio, 2010-2015). Como resultado de sua articulação com o governo estadual, foi criada a ASPE do Mico-leão-preto (Fundação Florestal, Resolução SMA 60/2014), uma área protegida de 185.190 ha que engloba todos os fragmentos de ocorrência dessa espécie no estado de São Paulo. Ainda em junho de 2014, o mico-leão-preto foi declarado como Patrimônio Ambiental do Estado de São Paulo e espécie símbolo da conservação da fauna no estado (Decreto 60.519/2014).
Sob sua coordenação, o projeto recebeu o Prêmio Nacional da Biodiversidade, na categoria ONG, em 2015. Esse prêmio é entregue pelo Ministério de Meio Ambiente à iniciativas que visam a melhoria ou manutenção do estado de conservação das espécies da biodiversidade brasileira. A cerimônia de premiação aconteceu no dia 22 de maio, o dia Internacional da Biodiversidade, no Palácio do Itamaraty em Brasília, DF.
Seu trabalho também foi premiado com o prêmio Durrell Conservation Award, em 2013, na categoria Projetos de Conservação. Esse prêmio é oferecido pela organização Durrell Wildlife Conservation Trust aos graduados da Durrell Conservation Academy que estão realizando projetos de benefício significativo para a conservação de espécies ou habitats ameaçados.Mais recentemente, Gabriela recebeu o Whitley Awards de 2020, oferecido pela organização britânica Whitley Fund for Nature. Com os recursos oferecidos pelo prêmio, ela dará continuidade ao projeto de reconexão das populações de mico-leão-preto no Pontal do Paranapanema, através de ações de manejo de populações, restauração de floresta com envolvimento da comunidade, educação e ciência cidadã.
Em 2019, uma fotografia de um mico-leão-preto, de autoria de Gabriela, virou selo em uma coleção intitulada Riquezas da Fauna Brasileira, dos Correios do Brasil.
Gabriela também atua como docente do "Programa Study Abroad Global Seminar - Biologia da Conservação e Prática na Mata Atlântica do Brasil", oferecida anualmente para alunos de graduação da Universidade do Colorado em Boulder, EUA, em parceria com o IPÊ, e dá aulas para as turmas do Mestrado Profissional em Conservação da Biodiversidade e Desenvolvimento Sustentável da ESCAS/IPÊ. Ela é membro da Diretoria da Sociedade Brasileira de Primatologia desde 2018 (gestão 2018-2019 no cargo de Segunda Secretária e gestão 2020-2021 no cargo de Segunda Tesoureira), além de associada às Sociedades Internacionais de Primatologia (IPS) e de Biologia da Conservação (SCB).

## Publicações
É autora de 16 artigos científicos, dentre eles um estudo que sugere diretrizes para manejo de hábitat na conservação do mico-leão-preto .

## Aparições midiáticas
- Jornal das 10, Globo News, 2020
- Bom dia Fronteira, TV Fronteira/Globo, 06/2020
- Fronteira Notícias 2ª ed., TV Fronteira/Globo, 06/2020
- Bom dia Fronteira, TV Fronteira/Globo, 04/2020
- Fronteira Notícias 2ª ed., TV Fronteira/Globo, 04/2020
- Globo Rural, Globo, 2017
- Good News, Rede TV, 2015
- Terra da Gente, Globo, 2014
- Natural World, BBC, 2012
- Globo Ecologia, Globo, 2012

## Ligação externa
- Currículo Lattes
- Gabriela Rezende no Instagram
- Gabriela Cabral Rezende no ORCID